# Доброй ночи и удачи
«Доброй ночи и удачи» (англ. Good Night, and Good Luck) — историческая драма режиссёра Джорджа Клуни. В 2006 году фильм был номинирован на премию «Оскар» в шести категориях, в том числе как лучший фильм года.

## Сюжет
Действие картины происходит в США 1950-х годов, в эпоху развития телевидения — фильм рассказывает реальную историю противостояния известного радио- и тележурналиста Эдварда Марроу и влиятельного сенатора-антикоммуниста Джозефа Маккарти. На фоне «холодной войны» между США и СССР Маккарти в качестве вдохновителя Комиссии по расследованию антиамериканской деятельности прославился своим упорством в поиске и преследовании «агентов СССР». Однако, по мнению Марроу и его сторонников, Маккарти нарушал гражданские права американцев. Несмотря на противодействие собственного руководства и влиятельных сторонников Маккарти, журналист решается бросить вызов сенатору. Передачи Марроу имеют успех. В результате сенатского расследования деятельность Маккарти была прекращена, однако победа досталась Мэрроу и его друзьям нелегко.

## В ролях
| Актёр                | Роль           |
| -------------------- | -------------- |
| Дэвид Стрэтэйрн      | Эдвард Марроу  |
| Джордж Клуни         | Фред Френдли   |
| Роберт Дауни-младший | Джо Вершба     |
| Джефф Дэниэлс        | Сиг Микельсон  |
| Фрэнк Ланджелла      | Уильям Пэли    |
| Рэй Уайз             | Дон Холленбек  |
| Грант Хеслов         | Дон Хьюитт     |
| Том Маккарти         | Палмер Уильямс |
| Патриша Кларксон     | Ширли Вершба   |
| Алекс Борштейн       | Натали         |

## Награды и номинации
Награды
- 2005 — пять призов Венецианского кинофестиваля: приз ФИПРЕССИ (Джордж Клуни), Golden Osella за лучший сценарий (Грант Хеслов, Джордж Клуни), Pasinetti Award за лучший фильм (Джордж Клуни), Кубок Вольпи за лучшую мужскую роль (Дэвид Стрэтэйрн), специальное упоминание Human Rights Film Network Award (Джордж Клуни)
- 2005 — премия Европейской киноакадемии за лучший неевропейский фильм (Джордж Клуни)
- 2005 — премия Национального совета кинокритиков США за лучший фильм
- 2006 — премия «Независимый дух» за лучшую операторскую работу (Роберт Элсвит)
- 2006 — почетная премия имени Пола Селвина Гильдии сценаристов США (Грант Хеслов, Джордж Клуни).

Номинации
- 2006 — шесть номинаций на премию «Оскар»: лучший фильм (Грант Хеслов), лучший режиссёр (Джордж Клуни), лучшая мужская роль (Дэвид Стрэтэйрн), лучший оригинальный сценарий (Джордж Клуни, Грант Хеслов), лучшая операторская работа (Роберт Элсвит), лучшая работа художника—постановщика (Джеймс Д. Бисселл, Джен Паскале)
- 2006 — четыре номинации на премию «Золотой глобус»: лучший фильм — драма, лучший режиссёр (Джордж Клуни), лучшая мужская роль — драма (Дэвид Стрэтэйрн), лучший сценарий (Джордж Клуни, Грант Хеслов)
- 2006 — шесть номинаций на премию BAFTA: лучший фильм (Грант Хеслов), лучший режиссёр (Джордж Клуни), лучшая мужская роль (Дэвид Стрэтэйрн), лучшая мужская роль второго плана (Джордж Клуни), лучший оригинальный сценарий (Джордж Клуни, Грант Хеслов), лучший монтаж (Стивен Миррионе)
- 2006 — специальная премия «Выбор критиков» (Джордж Клуни), а также пять номинаций: лучший фильм, лучший режиссёр (Джордж Клуни), лучшая мужская роль (Дэвид Стрэтэйрн), лучший сценарий (Джордж Клуни, Грант Хеслов), лучший актёрский состав
- 2006 — три номинации на премию «Независимый дух»: лучший фильм (Грант Хеслов), лучший режиссёр (Джордж Клуни), лучшая мужская роль (Дэвид Стрэтэйрн)
- 2006 — две номинации на премию Гильдии киноактёров США: лучшая мужская роль (Дэвид Стрэтэйрн), лучший актёрский состав
- 2006 — номинация на премию Гильдии режиссёров США за лучшую режиссуру художественного фильма (Джордж Клуни)
- 2006 — номинация на премию Гильдии сценаристов США за лучший оригинальный сценарий (Джордж Клуни, Грант Хеслов)
- 2006 — номинация на премию Американского общества кинооператоров за лучшую операторскую работу в театральных релизах (Роберт Элсвит)
- 2006 — номинация на премию «Бодил» за лучший американский фильм (Джордж Клуни)
- 2006 — номинация на премию «Давид ди Донателло» за лучший зарубежный фильм (Джордж Клуни)
- 2005 — номинация на Золотого Льва Венецианского кинофестиваля (Джордж Клуни).